# 6 TOROS 6
6 TOROS 6, cuyo subtítulo es «Revista de actualidad taurina», fue un semanario español que desarrollaba contenidos de información y actualidad relacionados con el mundo de la tauromaquia, tanto en España como en otros países donde se celebran y organizan eventos taurinos. La revista, fundada en 1991 por el periodista José Carlos Arévalo, estaba considerada como uno de los referentes de la información en este sector.
La publicación desapareció en 2020, tras haber publicado varios números especiales dedicados a Joselito y Juan Belmonte durante el estado de alarma del Covid-19; siendo su último director el periodista y doctor José Luis Ramón Carrión, quien había accedido al cargo en 2013.

## Historia de la revista
El semanario taurino 6 TOROS 6 nació bajo la inspiración de dos publicaciones periódicas anteriores que habían venido desarrollando una política periodística muy definida en torno a la cuestión taurina: Toros'92 y El Toreo, ambas creadas y dirigidas en sus inicios por José Carlos Arévalo. Sin embargo, ninguna de las dos revistas sobrevivían por distintos motivos, y el director se embarcó en la creación de una nueva publicación.

Con el apoyo del empresario Pedro Trapote se inició la creación de la editorial Abenamar, encargada de la publicación de la nueva revista taurina. Al inicio de esta andadura, el director se expresaba en estos términos acerca de la filosofía que iba a marcarse en 6 TOROS 6 con respecto de las anteriores tentativas que él mismo lideró:

“(…) el mercado de lectores de toros es un mercado reducido pero selectivo, al que hay que dar un producto muy caro o más caro, de gran lujo, que sea un poco como la Fiesta de los toros, en technicolor, una revista editada con todas las garantías y con todos los lujos posibles sin que ello la convierta en una revista de cromitos. Y todo eso sin menoscabo de sus contenidos, intentando ofrecer una gran seriedad taurina, un alto nivel intelectual y haciendo lo posible para satisfacer a una cobertura de lectores menor que TOROS ´92 pero la suficiente para hacer viable el producto”
Como competencia directa al semanario Aplausos, desde un primer momento se incorporan a la plantilla de colaboradores, además de Trapote y Arévalo, autores como Olga Aldeva, Paco Aguado, Federico Arnás, Maurice Berho, José Enrique Moreno, Carlos Ruiz Villasuso, Fernando García Tola o el matador de toros onubense Santi Ortiz. A partir de 1993, la revista alcanzó su regularidad como publicación semanal, y se sitúa al frente de la redacción de la misma el periodista catalán Fernando Vinyes; momento en el cual 6 TOROS 6 inicia también su aventura en el plano francés, consiguiendo abrir una delegación en Burdeos y elaborar contenidos íntegramente en francés.

### Crónicas
Las crónicas son una sección de la revista 6 TOROS 6 en las que se mezcla información objetiva y opinión en la que se realizan semblanzas sobre los principales festejos que se han celebrado en esa semana en España, Francia, Portugal o América. En estos contenidos además de la crónica se incluye material gráfico y una ficha técnica sobre el festejo en cuestión.

### Reportajes
Los reportajes son contenidos especializados que se editan semanalmente en los que se incluyen trabajos monográficos sobre un tema en particular: ganaderías, toreros, plazas u otros aspectos relacionados directamente con el objeto de la revista, el mundo taurino. El índice de reportajes, acompañados siempre por material gráfico, tiende a aumentar en los meses de invierno, cuando los contenidos son más escasos y el número de crónicas desciende. 

### Entrevistas
Como complemento al resto de contenidos, la imagen de la revista se ve complementada con la incursión de entrevistas a personajes significativos de la Fiesta: toreros, novilleros, rejoneadores, ganaderos, empresarios, etc. 

### Números especiales
Al término de cada temporada taurina, y condiciendo con los meses de inviernos, la revista publica una serie de números especiales en los que se hace un resumen estadístico de la temporada, lo que supone una "herramienta documental a la hora de elaborar piezas periodísticas como por ejemplo la semblanza o el perfil de las figuras que reaparecen o se retiran del toreo". Sin embargo, además de estadísticas sobre toreros, novilleros y rejoneadores, se realizan también ediciones sobre ganaderías en las que se recogen estadísticas e información sobre la temporada que ha finalizado en torno al campo bravo.
Con motivo de determinadas efemérides, igualmente, 6 TOROS 6 ha publicado también números especiales como el relacionado con el 500 o 1000 ejemplar de la revista así como toreros como Manuel Rodríguez "Manolete" o José Tomás, entre otros. Durante el estado de alarma con motivo del Covid-19, la revista publicó sus contenidos de forma gratuita y on-line hasta terminar con varios números especiales, dedicados a Joselito el Gallo con motivo del centenario de su muerte y a Juan Belmonte, como "la revolución especial" de la tauromaquia.

## Desaparición
La revista 6 TOROS 6 desapareció en 2020, tras los problemas económicos de la empresa con motivo del Covid-19. El director de la revista, José Luis Ramón, en el editorial del número 1355 daba a conocer la noticia de la extinción de la publicación: 
"Y otro círculo, absolutamente mágico, se cierra con este número 1.355 de 6TOROS6. Hoy acaba aquí una aventura periodística y editorial inolvidable que comenzó en 1991".

## Lista de referencia
1. ↑  Biblioteca Nacional de España. «6 toros 6 : revista de actualidad taurina». datos.bne.es. Consultado el 16 de enero de 2020.
2. ↑  Salinero Quintanilla, Sergio (2017). «Las fuentes de información taurina». Universidad de Salamanca.
3. 1 2  Navarro, Patricia (16 de junio de 2020). «La revista 6Toros6 cierra por la crisis sanitaria después de casi 30 años de publicación». La Razón. Consultado el 16 de junio de 2020.
4. ↑  Benlloch, José Luis (16 de junio de 2020). «6Toros6 anuncia el fin de su trayectoria». aplausos.es. Consultado el 16 de junio de 2020.
5. ↑  Redacción. «José Luis Ramón, nuevo director de la revista 6Toros6». aplausos.es. Consultado el 16 de enero de 2020.
6. ↑  Haro de San Mateo, María Verónica de. (2011). 6TOROS6, revista de actualidad taurina. Universidad Complutense de Madrid, Servicio de publicaciones. p. 15. ISBN 9788469458952. OCLC 849457398. Consultado el 16 de enero de 2020.
7. ↑  Haro de San Mateo, María Verónica de. (2011). 6TOROS6, revista de actualidad taurina. Universidad Complutense de Madrid, Servicio de publicaciones. p. 63. ISBN 9788469458952. OCLC 849457398. Consultado el 16 de enero de 2020.
8. ↑  Mateo, María Verónica de Haro de San (2010). «La importancia de los números especiales “fin de temporada” de la revista 6Toros6 como fuente de información especializada para la práctica periodística». Anales de Documentación 13: 81-102. ISSN 1697-7904. Consultado el 16 de enero de 2020.